# ナキア
ナキア（Naqi'a / Naqia、アッカド語：Naqī'a）、またはザクトゥ（Zakūtu）は古代メソポタミア地方におけるアッシリア王センナケリブ（在位：前705年-前681年）の妻であった。また、彼女の息子エサルハドン（在位：前681年-前669年）、孫アッシュルバニパル（在位：前668年 - 前631/627年頃）もアッシリア王となった。

## 概要
ナキアは新アッシリア帝国の歴史において最も記録が豊富な女性であり、過去に例のない影響力と存在感（public visibility）を持っていた。彼女は、芸術作品に姿が描かれたり、自身の建築事業を起こしたり、廷臣たちの手紙で賛美の枕詞を付される数少ないアッシリアの女性の1人である。また、古代アッシリアにおいて、王以外で条約を作成し発布したことが伝わる唯一の人物である。
前713年頃にセンナケリブとの間に息子エサルハドンをもうけていることから、ナキアは間違いなくセンナケリブが前705年に王位に就く以前に結婚していた。彼女が王妃の地位を持っていたのかどうかについては議論がある。アッシリアの王たちは複数の妻を持っていたが、妻たちの中で王妃であるのはいかなる時にもただ1人だけであったことが史料から示されており、センナケリブにはタシュメトゥ・シャラトという王妃がいたことがわかっている。一方でナキアは息子エサルハドンの治世には「センナケリブの王妃」として言及されており、センナケリブの治世末期に彼女が王妃になった可能性もある。センナケリブは前684年に、恐らくはナキアの働きかけを受けて、他にも年長の息子たちがいるにもかかわらず、エサルハドンを王太子に任命した。
エサルハドンの治世の間、ナキアはummi šari（文字どおりには「王母」の意）の称号を持ち、権勢の頂点に達した。エサルハドンの治世下で、ナキアは帝国全土に複数の邸宅を持ち、エサルハドンの王妃エシャラ・ハンマトを上回るであろう巨大な富を得ていた。また、ナキアはバビロニアの都市ラヒラ周辺にあった彼女自身の所領を統治していたかもしれない。ナキアに言及する最後の記録はエサルハドンの死亡から数か月後、前669年のものである。エサルハドンの死後、ナキアは王族、貴族、そして全アッシリアに対して孫であるアッシュルバニパル（在位：前669年-前631年）への忠誠を誓わせる条約を作成した。そしてこの後、彼女は公的な生活からは引退したと思われる。

## 名前と出自
ナキアの出自について確実なことは何も言えないが、彼女が2つの名前を持っていたことは外国、恐らくはバビロニアかレヴァントに出自を持っていたことを示している可能性がある。ナキア（ナキヤ / Naqī'a）という名はアラム語、または少なくとも西セム系の言語に由来する。そしてザクトゥ（ザクートゥ / Zakūtu）という名はアッカド語に由来する。Zakūtuという名前はたまにしか使用されず、恐らくは彼女がアッシリア王族の一員となった時に付けられた名前である。どちらの名前も意味は同じであり「純潔（purity）」「純粋（pure）」「純粋なる者（the pure one）」などと解釈できる。彼女にはアビ・ラミ（Abirami / Abi-rāmi）またはアビ・ラム（Abi-rāmu）という姉妹がいた。彼女は前674年にバルリ市内の土地を購入したことがわかっている。

## 来歴

### センナケリブの治世
エサルハドンを出産した年齢を考えれば、ナキアの生誕は前728年頃以降ではあり得ない。ナキアはアッシリア王センナケリブ（在位：前705年-681年）の妻の1人であり、彼女らの息子エサルハドンが生まれたのは前713年頃であるため婚姻は前8世紀後半のことである。この結婚の時点ではセンナケリブはまだ王位に就いておらず、父であるサルゴン2世の王太子であった。センナケリブには多数の子供がいたが、この子供たちのうち、エサルハドンを除き誰がナキアの子供であったのかは不明である。センナケリブの娘の中でただ一人名前がわかっているシャディットゥは、エサルハドンの治世中にも重要な地位に留まり続けたことからナキアの子供である可能性がある}。アルダ・ムリッシのようなセンナケリブの年長の息子たちはナキアの子供ではない。
ナキアは既にセンナケリブの治世中には影響力を持つ人物であったかもしれない。前684年の王太子アルダ・ムリッシの解任とエサルハドンの王太子就任にナキアが関与した可能性がある。エサルハドンが様々な病気に苦しんでいるという報告が増えつつあったにもかかわらず、恐らくナキアの働きかけを受けたセンナケリブはエサルハドンを王太子に任命した後、決して後継者を変更することはなかった。彼女は卜占と占星術を用いてエサルハドンに対するセンナケリブの評価を強めようとしたことが記録されている。ナキアは生涯を通して、アルベラ市で活動する預言者たちと緊密な関係を持ち続けていたと思われる。
しばしばセンナケリブの王妃とされるが、センナケリブの存命中にナキアが王妃の地位を持っていたかは不明である。ナキアはセンナケリブが王となる前から彼と関係を持っており、また、その後のエサルハドンの治世（前681年-前669年）を通じてエサルハドンと関連性を持っていたことがわかっている一方、センナケリブはタシュメトゥ・シャラトという他の女性とも結婚しており、彼女が王妃の称号を持っていたことは確実である。アッシリア王たちは複数の妻を持っていたが、いつ如何なる場合でも、その中で王妃であるのはただ1人であったというのが研究者の間での一般的な見解である。これは行政文書において王妃の称号は常に限定符（qualification）無しで使用されていることによる（このことは、王妃という単語が誰を指し示すのかが明確であったことを意味する）。
ナキアは複数の文書においてセンナケリブの王妃（mí.é.gal）として言及されているが、こうした文書は恐らく、ただ1つの例外を除きエサルハドンの治世中に書かれたものである。このことはナキアの王妃の称号は息子であるエサルハドンから過去に遡って与えられたものであることを意味するであろう。ただ1つの例外である可能性がある文書は、碑文の断片が刻まれた1つのビーズである。この碑文では彼女は「センナケリブのmí.é.gal」と呼ばれており、その後の部分は失われている。この文章がセンナケリブ治世中に書かれたものである可能性もあり得る。別の可能性として、ナキアがセンナケリブの治世末期に王妃の地位を手に入れた可能性もある。タシュメトゥ・シャラトはエサルハドン治世中の文書ではまったく言及されない。恐らく、ナキアの息子エサルハドンの王太子就任は前684年頃にナキアが王妃であったこと、そしてタシュメトゥ・シャラト（彼女は前694年頃の文書でしか確認されていない）はその時点では死亡していたことを意味するのであろう。エサルハドンが王太子になった後、センナケリブはナキアにいくつかの免税地を与えた。ただし、このことを書いた文書では彼女には「王太子の母」という称号しか付されていない。

### エサルハドンの治世

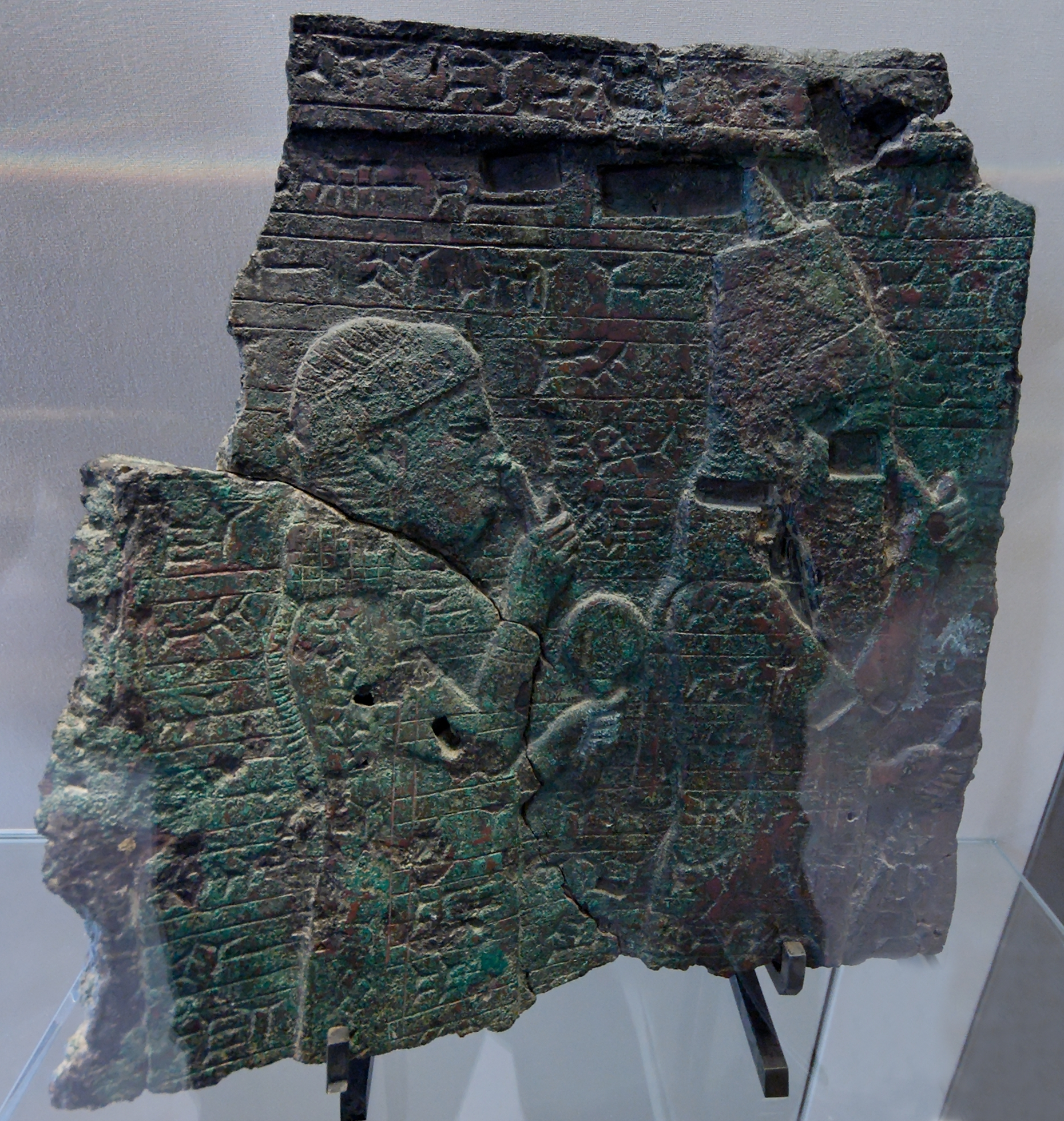
レリーフに描かれたナキア（左）とその息子エサルハドン（右）

夫センナケリブが殺害された時、そしてその後の一連の騒乱期を通して、ナキアはニネヴェの王宮にいた。その間、彼女は未来に関する多数の預言を得た。現存する情報の大半は、息子エサルハドンの治世が始まってからのものである。この時代のものとしては、ナキア宛の手紙およびナキアに言及した手紙がある。また、ナキアがエサルハドンのために建てた宮殿の碑文、二つの献納碑文のほか、彼女がとても裕福で多くの使用人を抱えていたことを示す行政・経済文書もある。
息子エサルハドンの治世にナキアの権威は拡大した。彼女は早い段階でアッシリアの首都ニネヴェに息子のために宮殿を建設し、この建設事業を記念する碑文を作らせた。宮殿の建設は通常、王たちが行うものであり、王妃が実施するのは異例のことであった。この事業を記録する碑文は仰々しく、明らかに王たちの碑文から影響を受けている。エサルハドン時代の大半の史料において、ナキアはシンプルに王母（ummi šari、文字通りに「王の母」の意）と呼ばれている。エサルハドンの息子（つまりナキアの孫）アッシュルバニパル（在位：前669年-前631年）の治世の間も、もはや在位中の王の母ではなくなったにもかかわらずナキアはこの称号を保持し続けていた。現存する史料において彼女はアッシリア史上最も重要な太后（queen mother）であり、王母という称号が登場する記録の多くは彼女の存命中のものである。
太后としてのナキアの家政の構造は王妃や役人たちのものと同様であった。ナキアは恐らくニネヴェ市に加えてバビロニアの一部を含む複数の都市に邸宅を持っていた。恐らくナキア自身が統治していたバビロニアのラヒラ（Laḫiru）市に重要な邸宅があったと見られ、前678年の文書ではこの都市は「王母の領地」の一部とされている。全てのアッシリア王妃たちが西方の都市ハッラーン市に大きな不動産を保持していた。ハッラーン近郊のGadisê市に建てられたナキア像への言及がいくつか残されている。
ナキアは極めて富裕であったと見られ、その富は恐らくエサルハドンの王妃エシャラ・ハンマトを凌駕するものであった。ナキアによる諸神殿への多大な寄付、彼女の領地から王宮への馬の供給、大規模かつ広範にわたる人員の雇用が記録に残されている。彼女が例外的な立ち位置にいたのは明白である。彼女に宛てられた手紙は「アダパの如き」のような膨大な数のへつらいの修辞に彩られている。エサルハドン治世下のある法的文書では「王の母、我が主の裁定は神々によるが如く最終的なものである」と述べられている。こうした意見表明は通常は王たちにのみ適用されるものであることから、ナキアに向けられたそれは極めて特異なものである。廷臣たちからの数多くの手紙がナキアの健康に言及している。ナキアによって護衛に任命される人物が「彼自身と同じように」ナキアを守るかどうかという太陽神シャマシュへの問いかけに見られるように、彼女の安全は重大な関心事項であった。
ナキア宛の手紙の大部分は宗教的な事柄についてのものであるが、政治的な懸念事項についてのものも存在する。彼女はエサルハドンのバビロン再建事業に参加していた可能性がある。バビロン市は、先にエサルハドンの父センナケリブによって破壊されていた。恐らく、ナキアの卓越した地位は兄弟のアルダ・ムリッシとの内戦を戦ったエサルハドンの波乱に満ちた王位継承の結果であった。2014年、フィリップ・クロッシー（Philippe Clancier）は、ナキアがエサルハドンの即位に伴う内戦において軍を指揮したという推測を出した。ただし、アッシリアの文書に彼女がそのようなことをした記録はない。アッシリアの王妃、そして全ての女性の中で軍事的な遠征に加わっていたことが確信されているのはかつてのサンムラマートだけである。もしナキアがアルダ・ムリッシに対して軍を率いていたとしても、これが記録に残されていないことは驚くべきことではない。これはアッシリアでは戦場における勝利の全てが実際に戦場にいたかどうかに関わらずアッシリア王個人に帰するものであったためである。アルダ・ムリッシとの内戦は後のエサルハドンの妄想症（paranoia）と使用人、家臣、そして家族に対する不信を引き起こす切っ掛けであったと考えられている。男性親族に対する強い不信を抱く一方、エサルハドンは女性親族に関しては偏執的ではなかったように思われる。彼の治世中、王妃エシャラ・ハンマト、彼の母ナキア、そして娘のシェルア・エテラトらは全員、公式な政治的地位に就くことこそなかったが、アッシリア史上のかつての女性たちのほとんどよりも相当大きな影響力と政治的権力を行使した。アッシリア帝国の官吏たちがナキアに示した畏敬は、人々がエサルハドン時代の帝国の成功の一部に彼女が関与していると考えていたことによるのかもしれない。有能かつ精力的ではあったが、エサルハドンはその治世の間、慢性的に病を患っており、ナキアはアッシリア王妃と女神イシュタルの間の関係性に結びつけられて、帝国に勝利をもたらすある種の魔術的な影響力を持っていると考えられていたかもしれない。

### 晩年

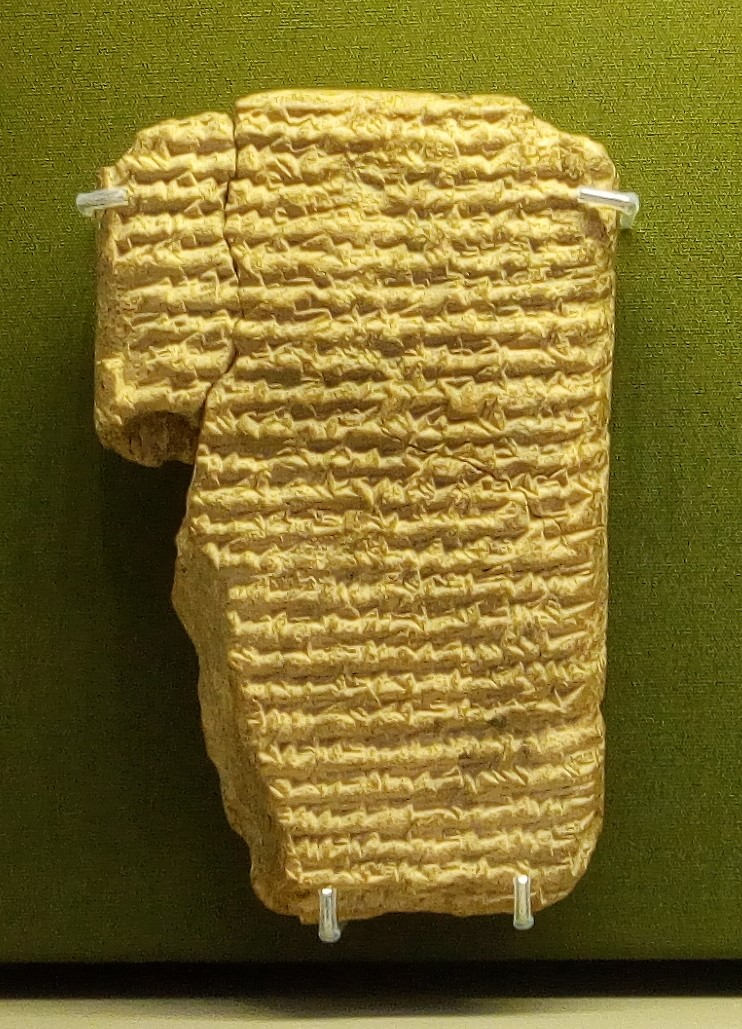
ザクトゥ（ナキア）の条約のコピーが含まれるニネヴェ市で発見された粘土板文書。

ナキアに関する最後の記録は、前669年末のアッシュルバニパルの即位前後のものである。この時彼女は王族、貴族、そして全アッシリアに（彼女の孫）アッシュルバニパルへの忠誠を要求した。この忠誠条約はナキアによって人々に強制され、現代の学者によってザクトゥの条約（the Zakutu Treaty）と呼ばれている。この種の文書が王以外の人物によって起草された唯一のものとして、これは特筆すべき記録である。なぜアッシュルバニパルではなくナキアがこの条約を実現したのかは不明である。その簡潔さなどのいくつかの特徴から、この条約が前669年のエサルハドンの死後、かなり慌ただしく作られたものであることが示されている。
アッシリア[王]センナ[ケリブ]の王妃、アッシリア王エサルハドンの母（、アッシリア王アッシュルバニパルの祖母）たるザクトゥと、彼の同格の兄弟シャマシュ・シュム・ウキンと、シャマシュ・メトゥ・ウバリトならびに彼の他の兄弟たちと、王族たちと、貴族ならびに総督たちと、顎髭のある者ならびに宦官たちと、廷臣たちと、免税対象者たちと、そして王宮に入るすべての者どもと、上下を問わぬアッシリアの人々との誓約である。彼女の最愛の孫[アッシュルバ]ニパルについて全ての国民と王妃ナキアが交わした誓約、この誓約（に含まれる）全ての者。（汝らの内）[...]を捏造し醜悪にして邪悪なることを為す、または汝の主、アッシリア王アッシュルバニパルに対して反旗を翻す全ての者。[汝]らの[心]に醜悪なる企みを抱き、計画を立て、汝らの主、アッシリア王アッシュルバニパルに対する反乱のための邪悪なる助言を成す全ての者、汝らの心に[汝らの主]、アッシリア王アッシュルバニパルに対する醜悪なる計画と邪悪なる陰謀を抱き言葉として紡ぎだす全ての者。[汝]らの[心]に汝らの主、アッシリア王アッシュルバニパルに対する反逆と反乱のための邪悪なる助言を企み提案する者、または他の者と[共に]汝の主、アッシリア[王アッシュルバニパル]の殺害の[...]を企む者、[アッシュル神、シン神、シャマシュ神]、木星、金星、土星、水星、[火星、ならびにシリウス...]（欠落）[ますように]。
[また、汝らは誓約せねばならぬ。]この日より汝らの主、アッシリア王アッシュルバニパルに対する邪悪なる反逆と反乱の[言葉]が紡がれている（のを耳にした）ならば、汝らは彼の母たるザクトゥ、汝らの主、[アッシリア王]アッシュルバニパルの下に来て報せねばならぬ。そして、汝らは誓約せねばならぬ。汝らが汝らの主、アッシリア王[アッシュル]バニパルの殺害、廃立（の計画を）を聞いたならば、汝らは[彼の母たる]ザクトゥ、汝らの主、アッシリア王アッシュルバニパルの下に来て報せねばならぬ。汝らはまた誓約せねばならぬ。武装蜂起を焚きつける、または陰謀を唆す者が汝らの中にいるのを聞き知ったならば、それが顎髭のある者または宦官、王の兄弟または王族、汝らの兄弟または友、国家の中の誰であれ－汝らがこれを聞き知ったならば彼らを捕らえて死を与え、[彼の母たる]ザクトゥ、[汝らの主、アッシリア王アッシュルバニパル]の下に連れてこなければならぬ
アッシュルバニパルが無事王位に就いた後、ナキアは公的な役割からは引退したと見られる。セバスティアン・フィンク（Sebastian Fink）はアッシュルバニパルの即位後間もなくナキアが死亡したとしている。グレゴリー・D・コック（Gregory D. Cook）によれば、前663年のアッシュルバニパルによるテーベ略奪の時までにはナキアは恐らく死亡していた。一方、ジャック・フィネガンは前652年から前648年にかけてのアッシュルバニパルとシャマシュ・シュム・ウキンの内戦の頃までナキアは存命しており、内戦中再度アッシュルバニパルの政権を支持しようとしていたとしている。シャマシュ・シュム・ウキンはアッシュルバニパルより年長（一説には双子）であったと伝えられ、自分の地位に不満を持っていたと考えられるが、10年以上にわたってアッシュルバニパルとの決定的対立は生じなかった。この兄弟の対立が表面化しなかった理由にはナキアの後見の存在があったかもしれない。
ナキアは当時の女性としては空前の卓越性と存在感（public visibility）を持っていた。彼女は新アッシリア時代の女性として最も良く記録され、恐らくは最大の影響力を持った。ナキアは現存史料で滅多に名前に言及されることのない他のほぼ全てのアッシリアの王妃たちとは一線を画している。彼女の他に王家の芸術作品で姿を描かれている女性はアッシュルバニパルの王妃リッバリ・シャラトしかいない。ナキアとエサルハドンを描いたレリーフでは、彼女はエサルハドンと同等に描かれているように思われ、王と同じ宗教的な姿勢を取っている。彼女はまた「城壁冠（mural crown）」を被った姿で描かれている。城壁のような形の王冠は、リッバリ・シャラトを描いた壁画にも見られる。新アッシリア時代を通して、王妃は単なる王の配偶者でなく公的役割があった。ナキアの事績が特に可視化されているのは、長期間、公職としての王妃にあった（エサルハドンの治世中は彼女の妃であるエシャラ・ハンマトが紀元前672年まで王妃を務めていたが、彼女の死後はナキアがその職を代行あるいは復職した）、などの例外的状況によるものと考えられる。

## 遺産

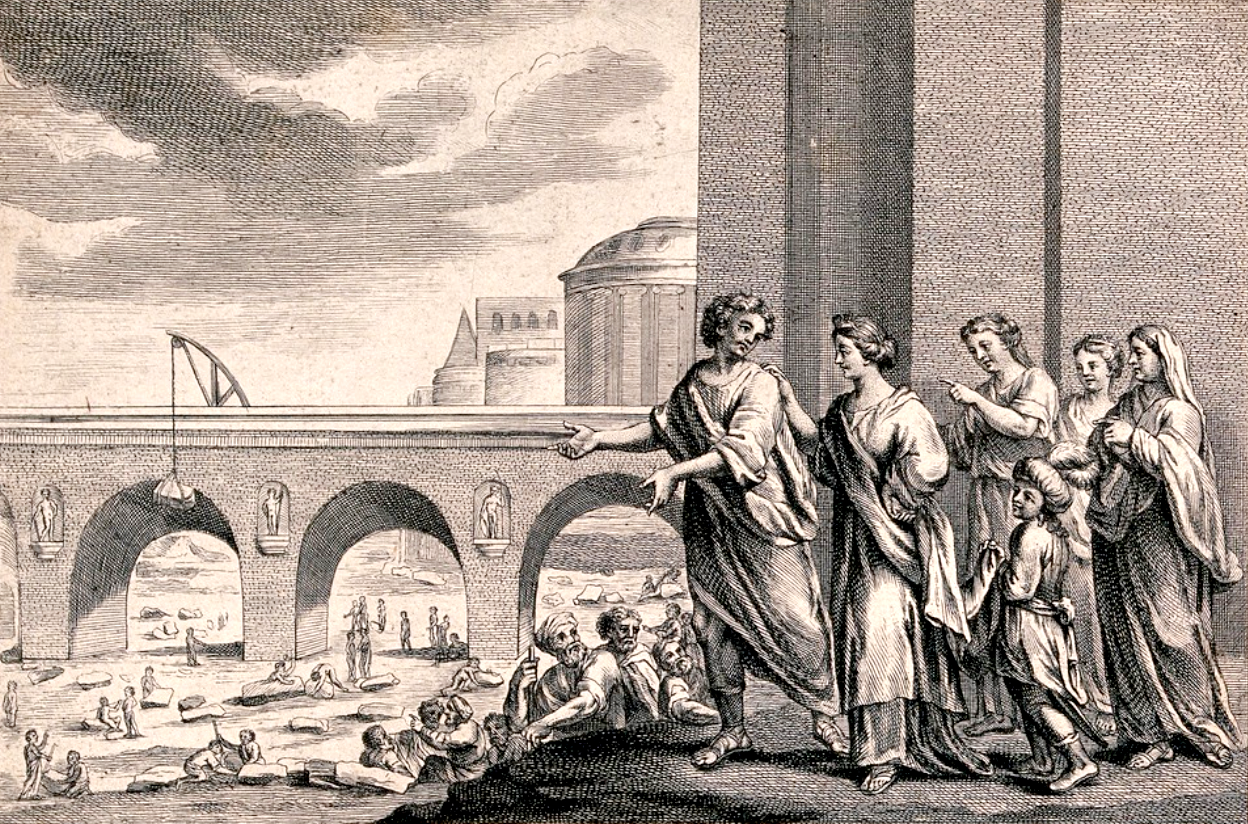
恐らくナキアが伝説化されたユーフラテス川に橋を架けるニトクリスを描いた18世紀のイラスト。

後のグレコ・ローマの文学的伝統ではセミラミス（かつての女王サンムラマートをモデルとしている）とニトクリスという2人の偉大なアッシリアの女王が記憶されていた。ニトクリスはセミラミスの5代後でバビロンの建設事業を執り行ったとされ、その人物像はナキアが元になっている可能性がある。バビロンにおける建設事業の伝説はバビロニアにおける彼女の領地、エサルハドンのバビロン再建事業に彼女が関与していた可能性や、エサルハドンの治世初期におけるニネヴェの彼の王宮を彼女が建設したことと関連付けられるかもしれない。古代ギリシア人はしばしばニネヴェとバビロンを同一視する誤りを犯していたため、このニネヴェの王宮建設もニトクリスの伝説に影響を与えたかもしれない。
また、セミラミスの伝説もいくらかはサンムラマートではなくナキアが元になっているかもしれない。特にセミラミスの伝説的な物語の中には彼女をバビロンの創建者とするものがある。史的なサンムラマートとバビロンの間には何ら関連性はないが、上に述べたようにナキアとバビロンの建設事業、あるいは周辺の地域との繋がりを描くことは可能である。
ナキアの人物像についての現代の学者の見解は分かれている。サラ・C・メルヴィル（Sarah C. Melville）など幾人かの学者は彼女を息子の治世の間、彼を助けるために働いた無私の（unselfish）母親とし、一方でザファリラ・ベン＝バラク（Zafrira Ben-Barak）などはナキアを政治的な野心に溢れる女性で、彼女個人の地位を高めるあらゆる機会を利用した人物とした。